# Taifun (Flugabwehrrakete)

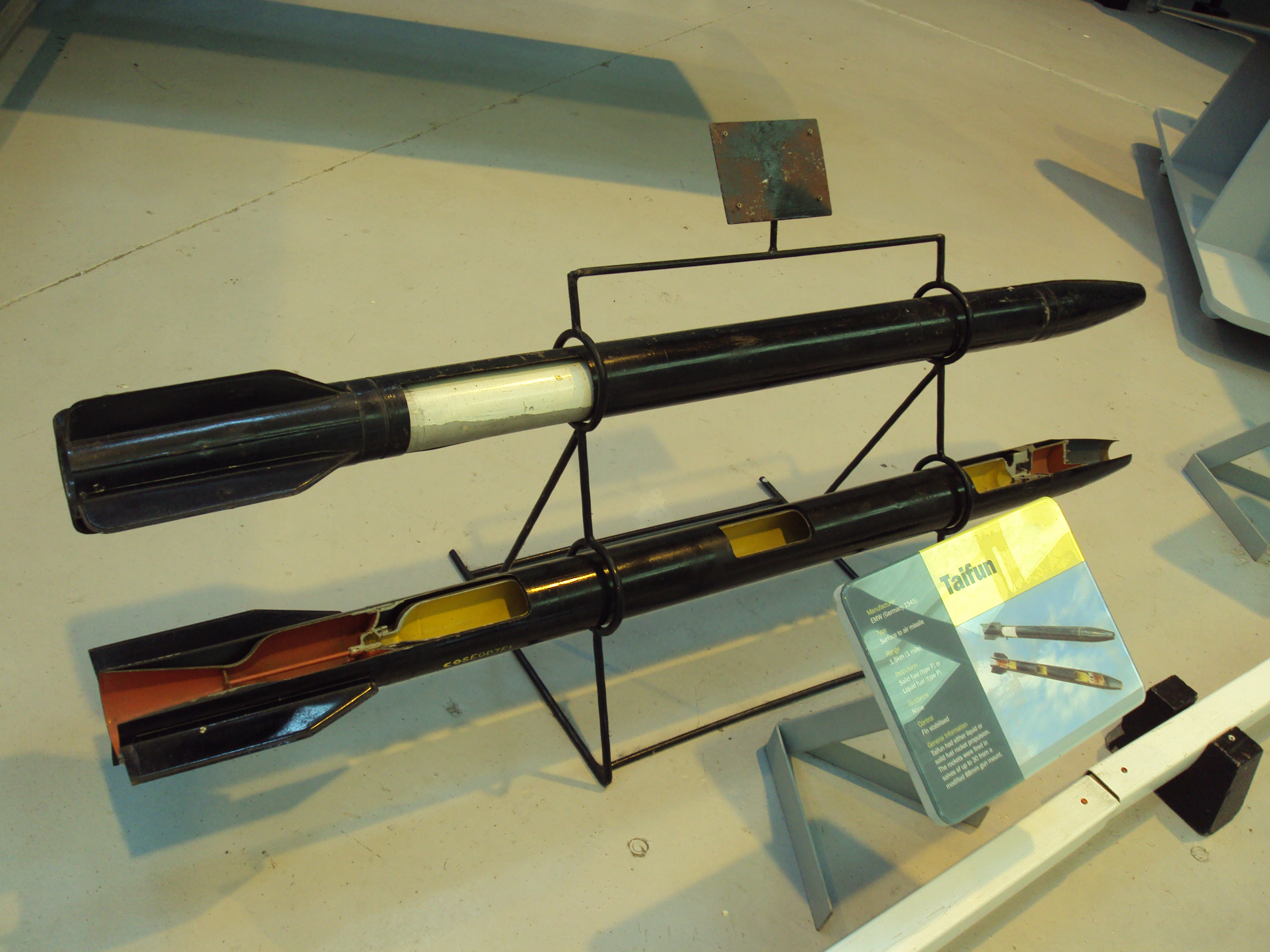
„Taifun“ im RAF-Museum Cosford

Die Taifun ist eine deutsche Flugabwehrrakete, die Anfang 1944 bei den Elektromechanischen Werken (EW) Karlshagen entwickelt wurde.
Der mit einem Flüssigkeits-Raketenmotor ausgestattete Flugkörper sollte ungesteuert im Massenstart gegen Luftziele bis zu einer Höhe von 10.000 m zum Einsatz kommen. Hierzu sollte die Taifun aus Mehrfachwerfern im Salventakt von bis zu 48 Raketen von der Lafette der 8,8-cm-Flak 36 oder 37 abgefeuert werden. Bis zum Kriegsende war die Erprobung der Taifun jedoch nicht abgeschlossen und somit kam diese Flugabwehrrakete nicht mehr zum Einsatz. Bis zum Kriegsende wurden lediglich einige hundert Geräte fertiggestellt.

## Entwicklung
Anfang 1944 wurde bei der EW mit der Entwicklung der Taifun begonnen, von der am 14. September 1944 insgesamt 80 Musterexemplare bei EW und weitere 420 bei den Benteler-Werken in Bielefeld bestellt wurden. Im Oktober 1944 wurde eine Arbeitsgruppe Taifun eingesetzt, um die Arbeiten an dem Projekt zu beschleunigen. Allerdings führte im Dezember 1944 der Mangel an Fachkräften dazu, dass sich notwendige ballistische Tests um vier Wochen verzögerten. Auch die Antriebe bereiteten in der Anfangsphase der Entwicklung Schwierigkeiten. Im Verlauf der Flugerprobungen stellte sich bis Mitte Januar 1945 heraus, dass die Rakete während der nur 2,5 s dauernden Brennzeit zu taumeln begann, sofern sie das Startgestell mit unzureichender Geschwindigkeit verlassen hatte. Deshalb wurde ein verlängertes Startgestell entwickelt und der Impuls von bislang 2000 kp/s sollte bei der Serienausführung der Taifun erhöht werden.
Anfang Januar 1945 wurden an den Taifun-Geräten einige konstruktive Änderungen vorgenommen, in deren Folge die bislang die Erprobung der Taifun behindernden Explosionen nicht mehr auftraten. Bis zum 13. Januar 1945 wurden die ersten Startversuche der Taifun mit scharfen Gefechtsköpfen durchgeführt, wobei die Gefechtsköpfe wie vorgesehen nach dem Ablauf des Zeitwerks detonierten; die Streuung bzw. Treffungenauigkeit war aber erheblich.
Parallel zur Entwicklung der Geräte mit Flüssigkeitstriebwerken wurde außerdem an einer Variante mit Pulvertriebwerk gearbeitet; erste Startversuche erfolgten in Torgelow und erbrachten nach Augenbeobachtung gute Flugbahnen.
In weiteren, bis Ende Januar 1945 durchgeführten Tests wurden unterschiedliche Ergebnisse erzielt. So gelang es beispielsweise, elf „Taifun F“ (Seriengerät) mit gutem Ergebnis zu starten, bei einem anderen Test jedoch detonierten sechs von 20 gestarteten Raketen in der Luft, ohne dass eine Ursache dafür ermittelt werden konnte.
Als Teil des Führernotprogramms sollten bis Ende März 1945 insgesamt 2500 „Taifun P“ (Vorserie) sowie eine unbekannte Anzahl Seriengeräte der Ausführung F die Fertigung verlassen, dazu kam es aber vor dem Kriegsende nicht mehr. Auch die Erprobung konnte nicht abgeschlossen werden.
Ein Zug (von den Technikern Taifun-Express genannt) verließ am 5. April 1945 mit 50 Zivilbeschäftigten und knapp 40 als 'Spezialisten' bezeichneten Häftlingen sowie Maschinen und Taifun-Konstruktionsunterlagen das Mittelwerk in Richtung Traunsee (Österreich).

## Aufbau
Die Taifun bestand aus dem zentralen Raketenkörper, dessen Spitze vom Sprengkörper gebildet wurde, unter dem der Feststoff-Gaserzeuger zum Austreiben der Treibstoffe angeordnet war. Es folgten die koaxial angeordneten Treibstoffbehälter für SV- und R-Stoff. Die Brennkammer mit der Ausströmdüse bildete das Heck. Bug-, Mittel- und Heckteil bestanden jeweils aus dünnen Blechschalen, die durch Muffen miteinander verschraubt waren. Um eine stabile Flugbahn zu gewährleisten, war das Heck mit einem Vierfachleitwerk versehen, jede Flosse wies eine Fläche von 155 cm² auf.

## Antrieb
Als Antrieb für die Taifun diente ein Flüssigkeits-Raketenmotor, der mit SV- und R-Stoff betrieben wurde. Ein 8,3 kg fassender Tank für SV-Stoff sowie ein 2,5 kg fassender Tank für R-Stoff waren koaxial in der Raketenkörpermitte angeordnet. Der Druckbehälter für den SV-Stoff bestand aus korrosionsbeständigem Material und bildete den Kern, die Wandung des darumliegenden R-Stoff-Behälters bildete gleichzeitig die Außenhaut des Raketenmittelteils. Hinter der Raketenspitze befand sich ein mit einem Kordit-Pulversatz arbeitender Feststoff-Druckgaserzeuger, der die Aufgabe hatte, die Treibstoffe auszutreiben. Zwischen dem Druckgasbehälter und den Treibstoffbehältern war eine als Sprengmembran ausgelegte Trennwand vorgesehen, die bei einem Überdruck von etwa 2,5 bis 5 bar zertrümmert wurde. Der maximal mit dem Kordit-Satz erreichbare Austreibdruck betrug 51 bar. Eine weitere Sprengmembran befand sich zwischen den Treibstoff-Tanks und der Brennkammer. Diese Membran sollte ein Auslaufen der bei der Lagerung bereits startfertig mit Treibstoff gefüllten Raketen verhindern und war so eingerichtet, dass bei der Inbetriebnahme erst der R-Stoff und dann der SV-Stoff in die Brennkammer gelangte. Die Zündung erfolgte hypergol beim Aufeinandertreffen der beiden Treibstoffe. Bei einer Brenndauer von 2,5 s leistete das Triebwerk einen Schub von 800 kp.

## Technische Daten
| Verwendung    | Antriebsart                | Schub  | Brenndauer | Treibstoff                 | Durchmesser | Länge   | Einsatzgewicht | Vmax      | Reichweite | Gipfelhöhe | Sprengladung |
| ------------- | -------------------------- | ------ | ---------- | -------------------------- | ----------- | ------- | -------------- | --------- | ---------- | ---------- | ------------ |
| Boden zu Luft | Flüssigkeits- raketenmotor | 800 kp | 2,5 s      | SV-Stoff R-Stoff (Optolin) | 100 mm      | 1930 mm | 19,7 kg        | 2730 km/h | 12.000 m   | 15.000 m   | 0,5 kg       |